# Elizabeth McMahon
Elizabeth Ann McMahon (ur. 27 lutego 1993 w Carol Stream) – amerykańska siatkarka, grająca na pozycji atakującej. Od sezonu 2017/2018 występuje we włoskiej drużynie Volley Soverato.

## Sukcesy klubowe
Mistrzostwo Korei Południowej:
- 2016[3]

## Sukcesy reprezentacyjne
Letnie Igrzyska Olimpijskie Młodzieży:
- 2010

Mistrzostwa Ameryki Północnej, Środkowej i Karaibów Juniorek:
- 2010

Puchar Panamerykański:
- 2017

## Nagrody indywidualne
- 2017: Najlepsza atakująca Pucharu Panamerykańskiego